# Volkwin von Naumburg zu Winterstätten
Volkwin von Naumburg zu Winterstätten, i olika källor även stavat Wolquin, Folkvin, Volkewîn, Wolguinus, Wolgulin, död 22 september 1236 nära Šiauliai (Saule, tyska: Schaulen), var från 1209 till sin död herremästare för Svärdsriddarorden.

## Biografi
Volkwin härstammade troligen från Naumburg an der Saale i biskopsdömet Naumburg-Zeitz. Han efterträdde Wenno von Rohrbach som Svärdsriddarordens andre herremästare efter bildandet. Volkwin var en av furstbiskopen Albert av Rigas nära förtrogna och ledde korståget i Baltikum som syftade till att kristna de baltiska folken och lägga Livland under biskopsdömet och ordens kontroll.
Under Volkwins ledning tog Svärdsriddarorden kontroll över större delen av Livland och Estland. År 1215 intogs Dorpat (Tartu) och 1227 intogs ön Ösel, som var det sista större hedniska fästet i norra Livland.
Orden kom under Volkwin att öka sitt politiska oberoende av Albert av Riga, som hävdade överhöghet över biskoparna och orden. År 1207 avträddes en tredjedel av det erövrade territoriet till biskopsdömet, men rivaliteten kvarstod. År 1210 avgjorde påven Innocentius III konflikten genom att reglera vilka områden som framöver skulle tillhöra ärkebiskopsdömet Riga och vilka som skulle tillhöra orden.
Orden ingick under Volkwins ledning en allians med kung Valdemar Sejr av Danmark, utan biskopens medgivande, men samarbetet visade sig snart till ordens nackdel när Danmark hävdade överhöghet över Reval (Tallinn) och påven Gregorius IX erkände de danska anspråken, något som försatte orden i en politisk och ekonomisk kris. När Volkwin med en stor del av ordensriddarna och de andliga ordensmedlemmarna stupade i strid mot samogitierna i det för orden katastrofala slaget vid Saule 1236 var situationen så svår att orden tvingades ge upp sin politiska självständighet, och 1237 beslutade påven att införliva Svärdsriddarordens egendomar i Tyska orden som en självförvaltande del, Livländska orden.